# Halton-with-Aughton
 (avril 2023).
Pour les articles homonymes, voir Halton.
Halton-with-Aughton est une paroisse civile du Lancashire, en Angleterre. Il comprend, à l'ouest, le village de Halton, ou Halton-on-Lune, et le hameau d'Aughton à l'est.